# Minami Yoshida
Minami Yoshida (吉田 みなみ, Yoshida Minami) est une joueuse de volley-ball japonaise née le 27 mai 1988 à Kashiwara (Préfecture d'Osaka). Elle mesure 1,67 m et joue au poste de réceptionneuse-attaquante. 

## Clubs
| Club                                  | De        | À         |
| ------------------------------------- | --------- | --------- |
| Osaka International Takii High School |           | 2006-2007 |
| Okayama Seagulls                      | 2007-2008 | …         |

## Palmarès
- Coupe de l'impératrice
  - Finaliste : 2013.
- V Première Ligue
  - Finaliste : 2014, 2020.